# Eure (departma)
Eure (oznaka 27) je departma v severni Franciji, imenovan po reki Eure, ki teče skozenj. Leži v regiji Normandija.

## Zgodovina
Departma je bil ustanovljen v času francoske revolucije 4. marca 1790 iz dela nekdanje pokrajine Normandije.

## Geografija
Eure leži v južnem delu Zgornje Normandije. Na severu meji na departma Seine-Maritime, na vzhodu na pikardijski Oise in departmaja regije Île-de-France Val-d'Oise ter Yvelines, na jugu na Eure-et-Loir (regija Center), na zahodu pa meji na departmaja Orne in Calvados (regija Spodnja Normandija). Skrajni severozahod leži ob Rokavskem prelivu.